# Keureuweung Krueng
Keureuweung Krueng is een bestuurslaag in het regentschap Aceh Besar van de provincie Atjeh, Indonesië. Keureuweung Krueng telt 314 inwoners (volkstelling 2010).